# Robert Lowe
Robert Lowe, 1. vikomt Sherbrooke (Robert Lowe, 1st Viscount Sherbrooke) (4. prosince 1811, Bingham, Anglie – 27. července 1892, Warlingham, Anglie) byl britský politik, právník, novinář a spisovatel. Po studiích v Oxfordu žil v Austrálii, kde se uplatnil jako advokát a regionální politik. Po návratu do Anglie se prosadil jako novinář a poté byl dlouholetým poslancem Dolní sněmovny (1852–1880). Patřil k předním osobnostem Liberální strany a v několika vládách zastával různé funkce. Byl mimo jiné ministrem financí (1868–1873) a ministrem vnitra (1873–1874). V roce 1880 získal titul vikomta a stal se členem Sněmovny lordů.

## Životopis

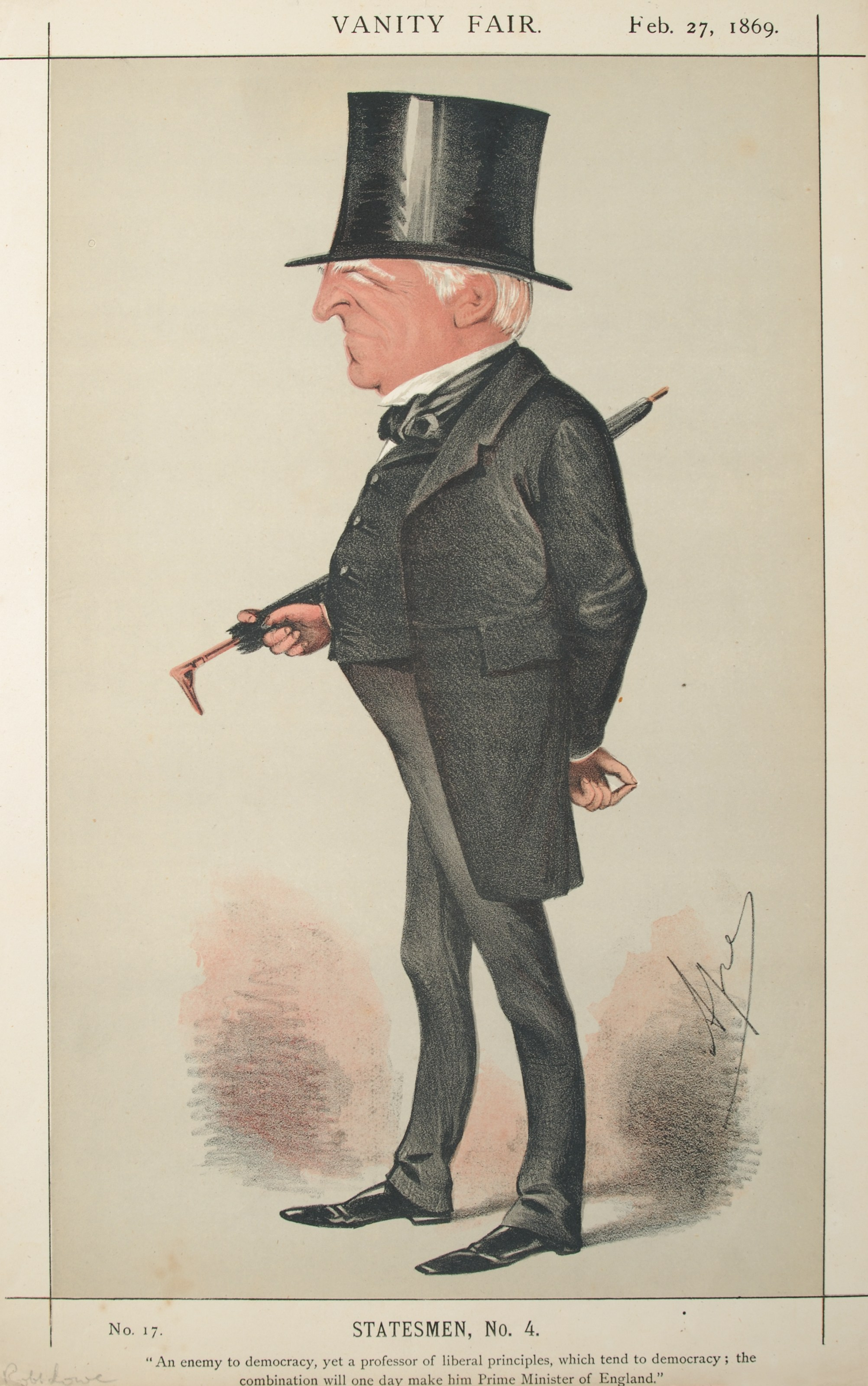
Karikatura Roberta Lowe (1869)

Pocházel ze středostavovských poměrů, jeho otcem byl kněz reverend Robert Lowe (1779–1845). Od narození trpěl albinismem a slabozrakostí. Středoškolské vzdělání získal ve Winchester College a poté s vyznamenáním vystudoval v Oxfordu. Jako student se angažoval ve vedení oxfordské univerzity, později zde působil i jako pedagog. V roce 1841 přesídlil do Londýna a měl v plánu věnovat se advokacii. Na doporučení lékařů ale ze zdravotních důvodů odcestoval do kolonií a několik let žil v Novém Jižním Walesu, kde se prosadil jako úspěšný advokát. V Austrálii se zapojil i do veřejného života, byl členem legislativní rady Nového Jižního Walesu a později poslancem za Sydney.
Do Anglie se vrátil v roce 1850 a zúročil své zkušenosti z kolonií i předchozí pedagogické působení na oxfordské univerzitě. Stal se uznávaným dopisovatelem deníku The Times a v roce 1852 byl poprvé zvolen do Dolní sněmovny. Poslancem zůstal až do roku 1880, přičemž od roku 1868 zastupoval nově zřízený volební obvod Londýnské univerzity. Patřil k Liberální straně, ale v některých případech se přiklonil ke konzervativcům. V Aberdeenově vládě byl v letech 1853–1855 státním podsekretářem kolonií a zároveň komisařem kontrolního úřadu Východoindické společnosti. V následujícím kabinetu lorda Palmerstona byl místopředsedou obchodního úřadu a zároveň generálním intendantem armády (Paymaster General, 1855-1858), v roce 1855 se také stal členem Tajné rady. Jako náměstek ministra obchodu se podílel na vzniku zákona o akciových společnostech a bývá označován za jednoho ze zakladatelů moderního obchodního práva. V druhé Palmerstonově vládě zastával funkci viceprezidenta výboru Tajné rady pro školství (de facto ministr školství, 1859–1864).

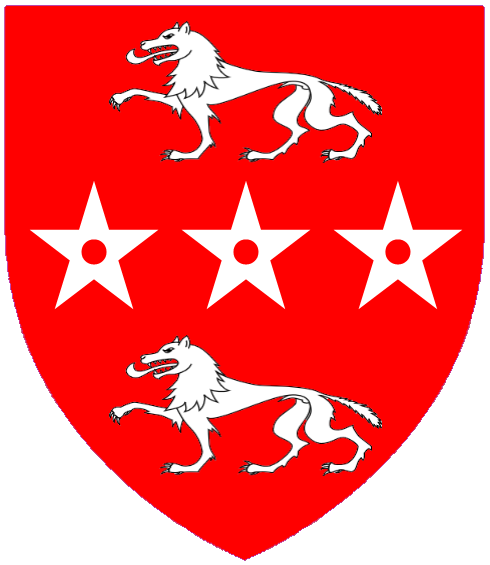
Erb vikomta Sherbrooke

V polovině šedesátých let se jako poslanec a stále i jako novinář přiklonil ke konzervativcům, protože volební reformu z roku 1867 považoval za příliš demokratickou. V první liberální vládě Williama Gladstona nicméně získal post ministra financí (respektive lorda kancléře pokladu, 1868–1873). V této funkci nastolil úsporná opatření, která často narážela na odpor veřejnosti, Lowe ale zdůrazňoval úspěchy v daňových úsporách. V navrhované dani za zápalky se v roce 1873 dostal do přímého sporu s královnou Viktorií a úřad ministra financí musel v srpnu 1873 opustit. Přešel do funkce ministra vnitra, kterou zastával do konce Gladstonova kabinetu v únoru 1874. Do dalšího sporu s královnou Viktorií se dostal odmítnutím zákona o královských titulech z roku 1876 (jednalo se o přiznání titulu indické císařovny pro britskou panovnici). Po vítězství liberálů ve volbách v roce 1880 (Lowe s výraznou převahou obhájil svůj mandát za volební obvod Londýnské univerzity) si královna Viktorie výslovně vymínila, že se nestane členem vlády. Téhož roku byl na návrh premiéra Gladstona (a přes nesouhlas královny) povýšen na vikomta a z Dolní sněmovny přešel do Sněmovny lordů. V této době se již veřejného života spíše stranil a žil na venkově ve Warlinghamu poblíž Londýna. V roce 1885 obdržel velkokříž Řádu lázně. V roce 1886 vyjádřil svou podporu nově vzniklé Liberálně unionistické straně. Zemřel ve Warlinghamu v červenci 1892 ve věku 80 let a pohřben byl v Brookwoodu v hrabství Surrey. Od roku 1836 byl ženatý s Georgianou Orredovou (1806–1884), manželství ale zůstalo bez potomstva a titul vikomta tak zanikl. Jako významná osobnost 19. století má Robert Lowe umístěnou bustu ve Westminsterském opatství. Od roku 1871 byl též členem Královské společnosti.